# Windows Enhanced Metafile
Windows Enhanced Metafile (EMF) ist ein Grafikformat von Microsoft und eine Weiterentwicklung von Windows Metafile (WMF). Es erweitert die beliebig skalierbaren Vektorgrafiken mit der Möglichkeit, Rastergrafiken als Füllung zu benutzen. Im Gegensatz zu seinem Vorgänger bietet EMF die Möglichkeit, mit Bézierkurven zu arbeiten, und kann daher auch bei komplexeren Grafiken mit Rundungen eingesetzt werden. EMF bietet sich als Dateiformat an, wenn es um den Austausch von Vektordaten zwischen Illustrationsprogrammen und MS-Office-Anwendungen geht.
In der Regel tragen Dateien im EMF-Format die Dateinamenserweiterung .emf. Bei Dateien mit der Dateinamenserweiterung .emz handelt es sich um EMF-Dateien, die per gzip komprimiert wurden.
EMF ist ein 32-bit-Format, während WMF ein 16-bit-Format ist.